# (7090) 1992 HY4
(7090) 1992 HY4 là một tiểu hành tinh vành đai chính. Nó được phát hiện bởi Henri Debehogne ở Đài thiên văn La Silla ở Chile ngày 23 tháng 4 năm 1992.